# Félix Le Garrec
Félix Le Garrec (Plonéour-Lanvern, Finisterre, 29 de març de 1930) és un fotògraf i cineasta francès.
Viu a Plonéour-Lanvern amb la seva dona Nicole Le Garrec, directora. Van dirigir la pel·lícula Plogoff, des pierres contre des fusils : Félix va rodar, Nicole va dirigir.

## Biografia
Félix Le Garrec va descobrir la fotografia durant una estada en un sanatori als 19 anys i va decidir girar l'esquena a la carrera a la fàbrica de conserves dels avis.
Després de diverses experiències fotogràfiques a París, el 1956 va obrir una botiga de fotografia a Plonéour-Lanvern. Casaments, comunions, però també retrats, escenes de la vida quotidiana, paisatges, fotos de Bigoudènes, pescadors, nens, artesans, gitanos, però també fotos de moda, il·lustracions de portades de discos, ampliacions gegants, projeccions durant els concerts. (Alan Stivell a l'Olympia per exemple)...
“Le Télégramme” li obre les seves columnes publicant una de les seves fotos a la portada cada setmana, des del 1966 fins al 1970.

### Fotògraf al plató
L'any 1958, els actors de la pel·lícula Les Naufrageurs van descobrir per casualitat els plans que havia fet "d'amagat" d'aquest rodatge al Pays Bigouden i que va exposar a l'aparador de la seva botiga de Plonéour-Lanvern. La productora Gwénaël Bolloré demana a Félix Le Garrec que descobreix així el món del cinema. El 1968, Jacques Perrin, productor de Z, la pel·lícula de Costa-Gavras, visita Plonéour-Lanvern, el recluta com a fotògraf de plató per a aquesta pel·lícula rodada a Alger.
Félix Le Garrec va realitzar diversos reportatges fotogràfics sobre la vida local al Pays Bigouden, la pesca, els gitanos... L'any 1969, va treballar en un laboratori que es va crear a Alger, sobre ampliacions gegants.
El 1969, Nicole i Félix Le Garrec abandonen la seva botiga de fotos per dedicar-se plenament a les seves activitats audiovisuals.
El 1970, la parella va fundar, amb el cineasta René Vautier, la UPCB, l'Unité de production cinématographique Bretagne, per produir i dirigir llargmetratges a Bretanya.
Félix le Garrec treballa com a fotògraf de decorat a Des goûts et des couleurs, roda da a l'Argentina, Avoir vingt ans dans les Aurès sobre la guerra d'Algèria, dirigida per René Vautier, i La Folle de Toujane, codirigida per René Vautier i Nicole Le Garrec.
A partir de 1972, va produir, amb Nicole Le Garrec, reportatges fotogràfics, presentacions de diapositives, pel·lícules, sobre el bretó, la concentració parcel·lària, el vessament de petroli, el moviment antinuclear, però també a l'estranger, a Vietnam, a Mali, a Romania...

### Presentacions de diapositives i pel·lícules
Amb la seva dona, va crear la companyia Bretagne Films, i va fer presentacions de diapositives: Le Remembrement (Centre-Bretagne, 1972), La langue bretonne (1974) ; Les ardoisiers de Commana, C'est pas vrai que j'ai 80 ans (a Pontanézen, Brest, amb la sociòloga Simone Pennec), i documentals : Les enfants dauphins, Languivoa, La porte du Danube (rodada a Romania), Pierre-Jakez Hélias, La Galoche, Plogoff, des pierres contre des fusils.

#### Plogoff, des pierres contre des fusils
La pel·lícula Plogoff, des pierres contre des fusils dirigida l'any 1980 sobre el moviment d'oposició al projecte de la central nuclear a Plogoff va marcar la seva carrera.
Inicialment, Nicole i Félix Le Garrec van anar a Plogoff per participar en les manifestacions antinuclears. Molt ràpidament, tenen la profunda convicció que l'aixecament dels habitants d'aquest petit poble prop de Pointe du Raz, totes les generacions reunides, però pensant en les dones, és excepcional. Perceben que hi ha un testimoni essencial a preservar, sobretot perquè totes les cadenes de televisió franceses destaquen per la seva absència.
El seu documental es beneficiarà de la distribució als cinemes, que va ser força excepcional a principis dels anys 80. Reuneix el seu públic amb 100.000 espectadors (font CNC) en pocs mesos, cinc vegades més que la mitjana dels documentals als cinemes. Un èxit que no s'ha negat ja que en més de 35 anys, gairebé 250.000 espectadors han vist la pel·lícula.
Avui dia, la polèmica nuclear segueix sent d'actualitat i Nicole i Félix Le Garrec són convocats regularment per a projeccions i debats.
El 2019, la pel·lícula Plogoff, des pierres contre des fusils, restaurada el 2019 a partir de l'escaneig del negatiu original, va ser seleccionada a Cannes Classics [archive], la secció dedicada a les pel·lícules patrimonials del 72è Festival Internacional de Cinema de Canes. Es va estrenar als cinemes a partir del febrer del 2020.

## L'Atelier régional cinématographique Bretagne (ARC)
Després de 1981, en el marc de la llei de descentralització, es van crear cinc tallers regionals de cinema a França, per iniciativa del ministre de Cultura de l'època, Jack Lang. L'any 1982 es va crear l'ARC (Atelier régional cinématographique Bretagne) a Quimper. La seva gestió està encarregada a Félix Le Garrec.
L'ARC es dota d'estudis i equipaments professionals, i posa en marxa cursos de formació (so, muntatge, producció, escriptura, interpretació, etc.), amb l'objectiu de promoure l'emergència de la producció cinematogràfica regional, que fins aleshores no existia.

## Literatura

### Le Siècle des Bigoudènes
El 2000, Nicole i Félix Le Garrec van publicar Le siècle des Bigoudènes on Félix Le Garrec va reunir fotos en blanc i negre del Pays Bigouden dels anys seixanta, records de l'època en què regentava una botiga de fotògrafs a Plonéour-Lanvern. Els textos d'aquesta obra bilingüe francès/bretó van ser escrits per Nicole Le Garrec (edició Blanc Silex, prefaci de Jean Failler).

### Vivre et lutter pour des images
El 2011, Nicole i Félix Le Garrec publicaren Vivre et lutter pour des images, una caixa resseguint, en dues col·leccions (dues vegades 140 pàgines), el seu viatge com a fotògrafs-cineastes, des dels seus inicis a la seva botiga de fotografia de Plonéour-Lanvern, fins a l'aventura de Plogoff, des pierres contre des fusils. Un treball a quatre mans: les fotos són de Félix Le Garrec, els textos de Nicole Le Garrec (Edicions Coop Breizh).

### Témoins silencieux en baie d'Audierne
El 2017, Nicole i Félix Le Garrec publicaren un tercer llibre de fotos: Témoins silencieux en baie d'Audierne, per Éditions Vivre tout simplement. Félix porta gairebé seixanta anys fotografiant la badia d'Audierne i les seves platges de Plovan i Tréguennec. Les seves imatges ofereixen un viatge a través dels anys d'aquest lloc salvatge i màgic.

## Diaporames
- Le remembrement (realitzat a Centre-Bretagne, 1972)
- La langue bretonne (1976)
- Les ardoisiers de Commana
- C'est pas vrai que j'ai 80 ans (a Pontanézen, Brest)

## Filmografia
- 1978 : Le poisson commande (codirigida amb René Vautier i Yann Le Masson)
- 1978 : Mazoutés aujourd'hui, codirigida per Nicole i Félix Le Garrec, sobre la marea negra de l' Amoco Cadiz
- 1980 : Santik Du, dirigida per Félix i Nicole Le Garrec
- 1980 : Plogoff, des pierres contre des fusils. Pel·lícula restaurada el 2019, seleccionada a Cannes Classics (secció del Festival de Canes dedicat a pel·lícules restaurades)
- 1992 : La Porte du Danube, dirigida per Nicole Le Garrec